# Дванадцять днів Різдва
Дванадцять днів Різдва, також називається Різдвяні дні або Святки, це дванадцять святкових різдвяних днів, що починаються після свята Різдва Христового. У західноєвропейських традиціях святкування День Різдва є Першим днем Різдва, а Дванадцять Днів — це дні від 25 грудня — 5 січня, включно. У традиціях більшості християнських деномінацій, наприклад, Англіканського співтовариства і Лютеранської церкви, Дванадцять Днів святкуються аналогічно, в той час як у деяких, наприклад, у Римо-католицькій церкві, Святки тривають довше, ніж Дванадцять Днів Різдва.

## Східне Християнство
Оскільки Вірменська апостольська церква і Вірменська католицька церква святкують Народження і Хрещення Христове одного і того ж дня, вони не мають у традиції дванадцяти днів між святом Різдва і святом Богоявлення.
Орієнтальне православ'я, окрім Вірменського, Православна церква, і Східні католицькі церкви, що дотримуються однакових традицій, мають дванадцятиденний інтервал поміж святами. Якщо вони дотримуються Юліанському календарю, то святкують Різдво, що випадає для них на 25 грудня, а 7 січня Різдво святкують за Григоріанським календарем, і таким чином Хрещення або Богоявлення святкують 6 січня або 19 січня за Григоріанським календарем.